# Liste der Baudenkmale in Schaprode
In der Liste der Baudenkmale in Schaprode sind alle Baudenkmale der Gemeinde Schaprode (Landkreis Vorpommern-Rügen) und ihrer Ortsteile aufgelistet. Grundlage ist die Veröffentlichung der Denkmalliste des Landkreises Vorpommern-Rügen, Auszug aus der Kreisdenkmalliste vom August 2015 und September 2016.

## Schaprode
| ID  | Lage                    | Bezeichnung | Beschreibung | Bild           |
| --- | ----------------------- | ----------- | ------------ | -------------- |
| 681 | (Karte)                 | Kirche      |              | Weitere Bilder |
| 680 | Lange Straße (Karte)    | Mordwange   |              | Mordwange      |
| 684 | Lange Straße 22 (Karte) | Haustür     |              | Haustür        |
| 685 | Lange Straße 31 (Karte) | Schule      |              | Schule         |
| 899 | Lange Straße 34 (Karte) | Wohnhaus    |              | Wohnhaus       |
| 686 | Lange Straße 37 (Karte) | Katenreihe  |              | Katenreihe     |
| 687 | Postweg 55              | Fischerhaus |              |                |
| 688 | Postweg 59 (Karte)      | Haustür     |              | Haustür        |

## Granskevitz
| ID  | Lage              | Bezeichnung                                                            | Beschreibung | Bild |
| --- | ----------------- | ---------------------------------------------------------------------- | ------------ | ---- |
| 314 | Granskevitz       | Brücken (Gutshaus)                                                     |              |      |
| 314 | Granskevitz       | Park (Gutshaus)                                                        |              |      |
| 314 | Granskevitz       | Schmiede (Gutshof)                                                     |              |      |
| 314 | Granskevitz       | Speicher (Gutshof)                                                     |              |      |
| 314 | Granskevitz       | Scheune (Gutshof)                                                      |              |      |
| 314 | Granskevitz 1, 1b | Gutshaus                                                               |              |      |
| 314 | Granskevitz 1, 1b | Stall (Gutshaus)                                                       |              |      |
| 314 | Granskevitz 1, 1b | Ringwall (Gutshaus) Gutshaus mit Restpark und ehem. Wall-Graben-System |              |      |

## Poggenhof
| ID  | Lage                    | Bezeichnung | Beschreibung | Bild        |
| --- | ----------------------- | ----------- | --- | ----------- |
| 487 | Poggenhof 5, 5a (Karte) | Haus Müller | | Haus Müller |
| 488 | Poggenhof 22            | Park        | | Park        |
| 488 | Poggenhof 22 (Karte)    | Gutshaus    | 2-gesch., 5-achs. Putzbau von um 1850 mit 3-gesch. Mittelrisalit und Mezzanin, seit 1998 wieder im Besitz der Familie von Platen, Gut der Familien von Platen (ab 1420), dann Kloster Hiddensee (ab 1456), von Lotzow (ab 1732), von Nimpsch (18. Jh.) und von Platen (1842–1945). | Gutshaus    |

## Streu
| ID  | Lage            | Bezeichnung                                              | Beschreibung | Bild                                              |
| --- | --------------- | -------------------------------------------------------- | --- | ------------------------------------------------- |
| 741 | Streu           | Gutsanlage mit Gutshaus, Stallgebäude, Park und Gutsdorf | |                                                   |
| 895 | Streu 4 (Karte) | Inspektoren und Gutsarbeiterhaus mit Nebengebäude        | | Inspektoren und Gutsarbeiterhaus mit Nebengebäude |
| 884 | Streu 7 (Karte) | Wohnhaus                                                 | | Wohnhaus                                          |
| 741 | Streu 8 (Karte) | Gutshaus (Gutsanlage)                                    | Sanierter, 1- und 2-gesch. Putzbau vom 18. Jh. mit außermittigem, 3-gesch. Zwerchgiebel als Treppengiebel, 1871 umgebaut. | Gutshaus (Gutsanlage)                             |
| 741 | Streu 9 (Karte) | Stallgebäude (Gutsanlage)                                | | Stallgebäude (Gutsanlage)                         |

## Udars
| ID  | Lage     | Bezeichnung              | Beschreibung | Bild     |
| --- | -------- | ------------------------ | --- | -------- |
| 764 | Udars    | Ehem. Wall-Graben-System | |          |
| 764 | Udars 19 | Gutshaus                 | Unsanierter, 2-gesch., 9-achs. Putzbau von vermutlich nach 1735 mit Mansarddach, 3-gesch. Zwerchgiebel mit Satteldach | Gutshaus |
| 764 | Udars 19 | Restpark                 | |          |

## Quelle
- Denkmalliste des Landkreises Vorpommern-Rügen